# Induismo in India
L'Induismo è una delle principali religioni dell'India, con il 80,5% della popolazione che si identificano come indù. La grande maggioranza degli indù in India appartengono alle correnti Vaishnavismo e Shivaismo;  l'India è infine uno dei tre paesi nel mondo - a parte il Nepal e le isole Mauritius - dove l'induismo è la religione di maggioranza dell'intera nazione.
La cultura del periodo storico conosciuto come civiltà vedica è nata in India tra il 2000 e il 1500 a.C; di conseguenza l'induismo viene a tutt'oggi considerato il successore diretto della religione detta vedismo: esso ha avuto un profondo impatto sulla storia, la cultura e la filosofia del subcontinente indiano.
Il nome India è derivato dal greco Ἰνδία per Indus, che deriva a sua volta dalla parola della lingua persiana antica indù , dalla lingua sanscrita Sindhu, la storica denominazione locale per il fiume Indo; un'altra popolare alternativa sull'origine del nome dell'India è Hindustan, che significa " terra degli indù ".
La popolazione dei Maratti dell'altopiano del Deccan sono stati famosi nel corso dei secoli come campioni nella fede e propagazione dell'induismo.

## Popolazione Hindù in India

Gli Hindù come percentuale sul totale della popolazione nei differenti stati dell'India (Censimento 2001).

La popolazione indù dell'India secondo il censimento ufficiale 2001 è riportata qui sotto. La maggior e più drastica diminuzione avvenuta nel decennio 1991-2001 si osserva nello stato federato di Manipur, dal 57% al 52%, dove c'è stata una rinascita della religione indigena denominata Sanamahismo. Fatta eccezione per il Punjab indiano (a maggioranza sikh), alla zona montuosa del Kashmir (di maggioranza musulmana), piccole porzioni delle regioni di Nord-est e le isole Laccadive (UT), gli altri 23 stati federati dell'India e 6 territori hanno una schiacciante maggioranza di indù. Degli 8 stati del Nordest dell'India, solo l'Assam, il Sikkim e Tripura sono a maggioranza indù, mentre il resto degli altri cinque hanno gli indù come minoranza.

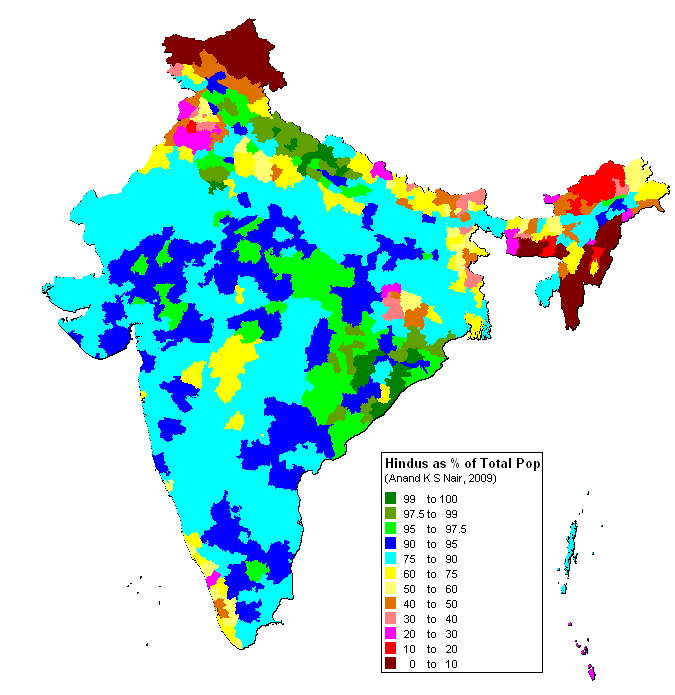
Percentuali di Hindù per distretto nel 2009.

Per dati più particolareggiati riguardanti il censimento del 2001, si può consultare la seguente tabella.
| Territorio                | Hindù       | Popolazione totale | % di Hindù |
| India                     | 827,578,868 | 1,028,610,328      | 80.44%     |
| Chhattisgarh              | 19,729,670  | 20,833,803         | 98.30%     |
| Himachal Pradesh          | 5,800,222   | 6,077,900          | 96.43%     |
| Orissa                    | 34,726,129  | 36,804,660         | 95.35%     |
| Dadra e Nagar Haveli      | 206,203     | 220,490            | 95.52%     |
| Madhya Pradesh            | 55,004,675  | 60,348,023         | 93.15%     |
| Daman e Diu               | 141,901     | 158,204            | 90.69%     |
| Gujarat                   | 45,143,074  | 50,671,017         | 90.09%     |
| Andhra Pradesh            | 67,836,651  | 76,210,007         | 89.01%     |
| Rajasthan                 | 50,151,452  | 56,507,188         | 88.75%     |
| Haryana                   | 18,655,925  | 21,144,564         | 88.53%     |
| Tamil Nadu                | 54,985,079  | 62,405,679         | 88.11%     |
| Pondicherry               | 845,449     | 974,345            | 87.77%     |
| Tripura                   | 2,739,310   | 3,199,203          | 86.62%     |
| Uttarakhand               | 7,212,260   | 8,489,349          | 85.96%     |
| Karnataka                 | 44,321,279  | 52,850,562         | 83.86%     |
| Bihar                     | 69,076,919  | 82,998,509         | 83.23%     |
| Maharashtra               | 77,859,385  | 96,878,627         | 82.37%     |
| Delhi                     | 11,358,049  | 13,850,507         | 82.1%      |
| Uttar Pradesh             | 133,979,263 | 166,197,921        | 81.61%     |
| Chandigarh                | 707,978     | 900,635            | 80.61%     |
| Bengala occidentale       | 58,104,835  | 80,176,197         | 77.47%     |
| Isole Andamane e Nicobare | 246,589     | 356,152            | 70.24%     |
| Jharkhand                 | 18,475,681  | 26,945,829         | 69.57%     |
| Goa                       | 886,551     | 1,347,668          | 67.78%     |
| Assam                     | 17,296,455  | 26,655,528         | 64.89%     |
| Sikkim                    | 329,548     | 540,851            | 61.93%     |
| Kerala                    | 17,883,449  | 31,841,374         | 60.16%     |
| Manipur                   | 996,894     | 2,166,788          | 46.01%     |
| Arunachal Pradesh         | 379,935     | 1,097,968          | 44.60%     |
| Punjab                    | 8,997,942   | 24,358,999         | 38.94%     |
| Jammu e Kashmir           | 3,005,349   | 10,143,700         | 34.63%     |
| Meghalaya                 | 307,822     | 2,318,822          | 29.27%     |
| Nagaland                  | 153,162     | 1,990,036          | 9.70%      |
| Isole Laccadive           | 2,221       | 60,650             | 7.66%      |
| Mizoram                   | 31,562      | 888,573            | 6.58%      |